# Boštjan Koritnik
Boštjan Koritnik (ur. 15 czerwca 1979) – słoweński prawnik, przedsiębiorca i dziennikarz, od 2020 do 2022 minister administracji publicznej.

## Życiorys
W 2005 ukończył prawo na Uniwersytecie Lublańskim. Publikował w dziale ekonomicznym gazety „Delo”. Od 2006 do 2010 zatrudniony jako dziennikarz i prawnik w magazynie „Pravna praksa”, następnie do 2013 pozostawał prezesem wydającego go przedsiębiorstwa (później do 2015 kierował podmiotem powstałym w wyniku połączenia z inną firmą). W 2015 został wykładowcą na macierzystej uczelni, prowadził zajęcia dotyczące m.in. technologii blockchain. Został też dyrektorem wydziałowego wydawnictwa prawniczego. Zajął się jednocześnie działalnością w branży start-upów jako współzałożyciel, menedżer i prawnik kilku przedsiębiorstw. Autor opracowań naukowych i działacz branżowych organizacji prawniczych, kierował też trybunałem odwoławczym koszykarskiej Ligi Adriatyckiej. Wyróżniony nagrodą rektora Uniwersytetu Lublańskiego, wyróżniony w Słowenii tytułem prawnika roku.
13 marca 2020 w trzecim rządzie Janeza Janšy objął stanowisko ministra administracji publicznej z rekomendacji Partii Nowoczesnego Centrum. Funkcję tę pełnił do czerwca 2022.